# National Command Authority
Der Begriff National Command Authority (NCA) (deutsch Nationale Kommandobehörde) bezeichnet die höchste militärische Befehlsgewalt der USA.

## Geschichte
Der NCA geht auf die DoD Direktive 5100.30 „World-Wide Military Command and Control System“ aus dem Jahr 1971 zurück. Die Autorität über den Einsatz von Kernwaffen wurde bereits ab den 1950er Jahren über die Einführung von Permissive Action Links (PAL) auf den US-Präsidenten übertragen. Weitere Änderungen am Aufbau des U.S. Verteidigungsministeriums und der Befehlskette lieferte der Goldwater-Nichols Act 1986.

## Struktur
Die NCA wird von zwei Personen gebildet und ausgeübt: (1) dem Präsidenten der Vereinigten Staaten (POTUS) bzw. Commander-in-Chief (CiC) und (2) dem Verteidigungsminister der Vereinigten Staaten (SECDEF) bzw. deren jeweilige höchstrangige amtstaugliche Nachfolger (Vizepräsident, Stv. Verteidigungsminister usw.) in der Befehlskette. Hintergrund ist die sog. Zwei-Mann-Regel.

## Logistik und Kommunikation
Das logistische und kommunikationstechnische Zentrum der NCA ist das National Military Command Center (NMCC) im Pentagon.
Das Kommandozentrum der nuklearen Streitkräfte ist das USSTRATCOM.
Der Präsident wird durch das Nuclear Command and Control (NC2) bzw. Nuclear Command, Control, and Communications (NC3) System in seiner Aufgabe unterstützt. Übergeordnet integrieren sich die Systeme in das Nuclear Command and Control System (NCCS). Die Systeme ermöglichen es dem US-Präsidenten sog. Emergency Action Message (EAM) sicher zu kommunizieren.
Als weiterer Rat gilt das National Security Council, welches seit 1947 die zentrale Organisation für nationale Sicherheitsfragen ist.

## Befehlskette und Autorisierung
Der NCA alleine obliegt die Entscheidung über einen Einsatz der USA mit Nuklearwaffen. Dazu muss der US-Präsident dem Vorsitzenden (Chair) der Joint Chiefs of Staff (CJCS) den Befehl zur Durchführung des Nuklearschlags geben, welcher diesen Befehl weiter an die nuklearen Streitkräfte (USSTRATCOM) leitet. Der CJCS hat in der Befehlskette keine Autorität über die Combatant Commands.

## Bemerkungen
- Hinweis 1: Der Begriff wird ebenfalls im Plural verwendet, d. h. englisch National Command Authorities (NCA), da zwei Personen gemeint sind, siehe Struktur.
- Hinweis 2: Die Abkürzung NCA ist nicht zu verwechseln mit dem Nordatlantikrat (englisch North Atlantic Council (NAC)), dem höchsten Entscheidungsgremium der NATO.
- Hinweis 3: Die Abkürzung ist nicht im aktuellen (Stand 18/6/2024) Katalog der Abkürzungen der U.S. Army dokumentiert.[3] Ebenfalls ist er nicht im Glossar der Joint Chiefs of Staff (Stand 14/4/2001) dem Department of Defense Dictionary of Military and Associated Terms definiert.